# گائتانو ماسوچی
گائتانو ماسوچی (انگلیسی: Gaetano Masucci؛ زادهٔ ۲۶ اکتبر ۱۹۸۴) بازیکن فوتبال اهل ایتالیا است.
از باشگاه‌هایی که در آن بازی کرده‌است می‌توان به باشگاه فوتبال فروزینونه، باشگاه فوتبال ساسولو، باشگاه فوتبال تورینو، و باشگاه فوتبال ویرتوس انتلا اشاره کرد.